# 白和町
白和町（しらわちょう）は、鹿児島県薩摩川内市の町。旧薩摩郡川内町白和町、川内市白和町。郵便番号は895-0022。人口は220人、世帯数は120世帯（2020年10月1日現在）。白和町の全域で住居表示を実施している。

## 地理

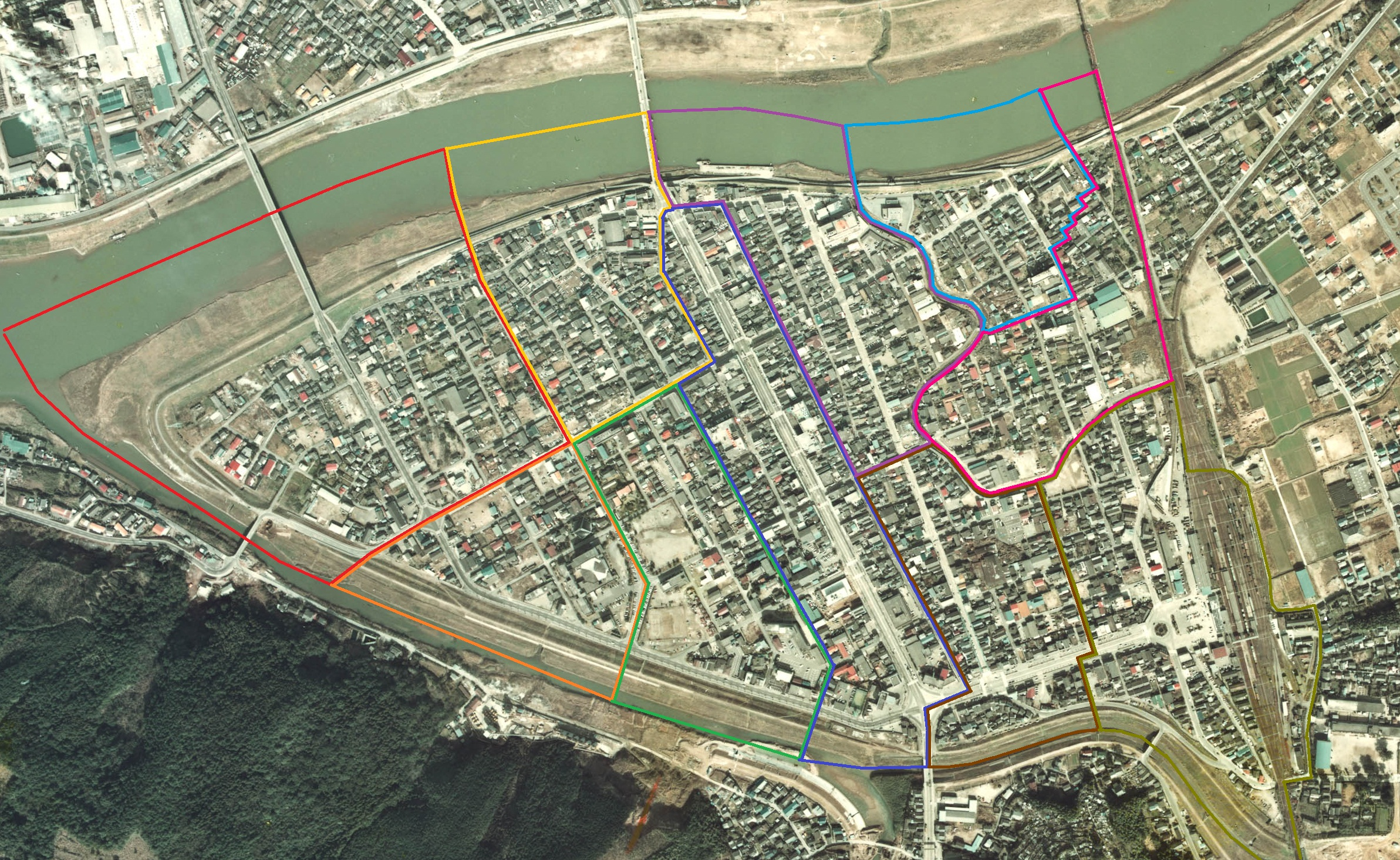
地図中の水色の区域が白和町の区域である

薩摩川内市の本土側の西部、川内川の下流域に位置している。薩摩川内市街地の西部にある。字域の北方には大小路町、南方から東方にかけて横馬場町、西方には向田本町にそれぞれ接している。
字域を鹿児島県道394号山崎川内線が東西に通っている。江戸時代には浦町として栄え、「平佐由緒記」には唐人も多く在住していたと記されている。また、現在の向田の商店街は白和町から西方に延び形成されたものであるとされている。

### 町名の由来
白和という地名は1947年（昭和22年）まで現在の白和町の区域にあった白羽火雷神社に由来している。

## 歴史

### 前史
鎌倉時代より見える地名であり、薩摩国薩摩郡のうちであった。古くは白羽や白波と書かれた。文永元年の沙弥見仏から子息三郎大蔵種忠への譲状に見えるのが初見であると考えられている。慶長2年ごろには浦町として町場が形成されていたとの記述が「高麗道記」に見えている。
戦国時代から江戸時代にかけては平佐村の一部となっており、この一帯が「唐人町」と呼称されていたが、明治10年頃に平佐村から分立し、「白和町」が成立した。しかし、町村制が施行された1889年（明治22年）に白和町は再び平佐（江戸時代の平佐村）の一部となり、薩摩郡平佐村大字平佐の一部となった。その後平佐村は1929年（昭和4年）に隈之城村及び東水引村と合併し、川内町となっている。

### 白和町設置以降
1940年（昭和15年）2月10日に鹿児島県公報に掲載され、同日に施行された「 薩摩郡川内町、町名改稱竝區域變更」（鹿児島県告示）により「大字平佐ヲ廢止シ其ノ區域中字白和ノ區域ヲ白和町（シラハチヨウ）ト」することが鹿児島県知事によって許可され、薩摩郡川内町大字平佐のうち字白和の区域を以て川内町の町「白和町」が設置された。翌日の2月11日には薩摩郡川内町が単独で市制施行し川内市となった。
1965年（昭和40年）4月1日に白和町・平佐町の一部の区域において住居表示に関する法律に基づき街区方式による住居表示が実施されることとなった。それに伴い同日付で町名・地番の変更が行われ白和町及び平佐町の一部より横馬場町が設置され、平佐町の一部を編入した。
2004年（平成16年）10月12日に川内市、東郷町、入来町、祁答院町、樋脇町、下甑村、上甑村、鹿島村、里村が新設合併し薩摩川内市が設置された。この市町村合併に伴い設置された法定合併協議会において川内市の町・字については「現行通りとする。」と協定されたため、名称の変更は行われずに薩摩川内市の町となった。

### 町域の変遷
| 変更後           | 変更年             | 変更後                 |
| ---------------- | ------------------ | ---------------------- |
| 白和町（新設）   | 1940年（昭和15年） | 大字平佐字白和（全域） |
| 横馬場町（新設） | 1965年（昭和40年） | 白和町（一部）         |
| 白和町（編入）   | 1965年（昭和40年） | 平佐町（一部）         |

## 人口
以下の表は国勢調査による小地域集計が開始された1995年以降の人口の推移である。
| 年                 | 人口 |
| ------------------ | ---- |
| 1995年（平成7年）  | 218  |
| 2000年（平成12年） | 197  |
| 2005年（平成17年） | 169  |
| 2010年（平成22年） | 163  |
| 2015年（平成27年） | 146  |
| 2020年（令和2年）  | 220  |

## 施設

### 公共
- 向田排水機場

### 教育
- 川内隣保館保育園[20]

### 郵便局
- 川内向田郵便局[21]

### 寺社
- 真光寺

## 小・中学校の学区
市立小・中学校に通う場合、学区（校区）は以下の通りとなる。
| 町丁   | 番地 | 小学校                   | 中学校                     |
| ------ | ---- | ------------------------ | -------------------------- |
| 白和町 | 全域 | 薩摩川内市立平佐西小学校 | 薩摩川内市立川内中央中学校 |

## 交通

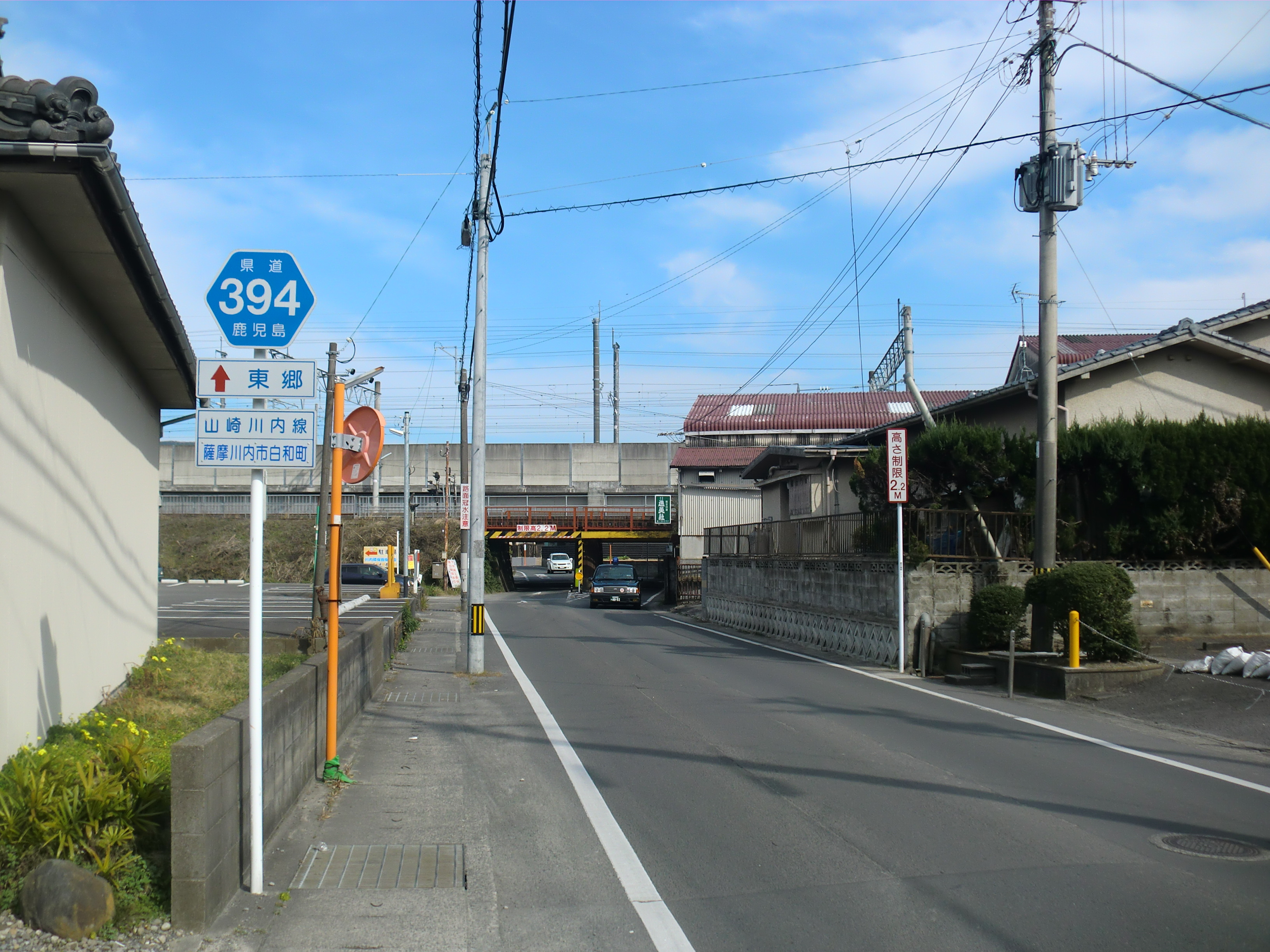
県道394号山崎川内線

### 鉄道
字域内には鉄道は通っていない。最寄りの駅は川内駅である。

### 道路
一般県道
- 鹿児島県道394号山崎川内線